# American Girls
"American Girls" é uma canção escrita por Adam Duritz, gravada pela banda Counting Crows.
É o primeiro single do quarto álbum de estúdio lançado em 2002, Hard Candy.

## Paradas
| Ano  | Parada                  | Posição |
| ---- | ----------------------- | ------- |
| 2002 | Hot Adult Top 40 Tracks | 24      |